# Guds moders avsomnande
Guds moders avsomnande, eller Guds Moders avsomnande, (kyrkslaviska: Оу҆спе́нїе Пресвѧтой Боградицы; grekiska: Κοίμησις Θεοτόκου/Kimisis Theotokou) är en högtid inom den Östortodoxa, Orientalisk-ortodoxa och Östkatolska kyrkan. Inom den Östortodoxa kyrkan tillhör högtiden de tolv stora högtiderna. 
Dessa högtidlighåller då avsomnandet (eller insomnandet) av Theotokos (Guds moder, eller mer ordagrant Gudaföderskan), det vill säga Jungfru Marias död. Uspenie är det slaviska ordet för "avsomna".

## Datum
Högtiden firas den 15 augusti (28 augusti för dem som följer den julianska kalendern) och föregås av en två veckors fasta. Högtiden är densamma som Jungfru Marie himmelsfärd inom den västliga kristendomen som firas samma dag.

## Kyrkor till avsomnandets ära
Det existerar en lång rad kyrkor och katedraler tillägnade Jungfru Marias avsomnande. På svenska benämns de ofta som himmelsfärdskyrkor/katedraler. Några exempel är: 
- Den välsignade jungfru Marias insomnandes ortodoxa kyrka i Bielsk Podlaski
- Guds moders avsomnandes kyrka i Kaisarianí
- Himmelsfärdskyrkan på Vasiljevskij-ön
- Kapellet för Grekisk-ortodoxa kyrkan i Uppsala
- Marie himmelsfärdskatedralen i Vladimir
- Uspenskijkatedralen i Helsingfors
- Uspenskijkatedralen i Kreml

## Bilder

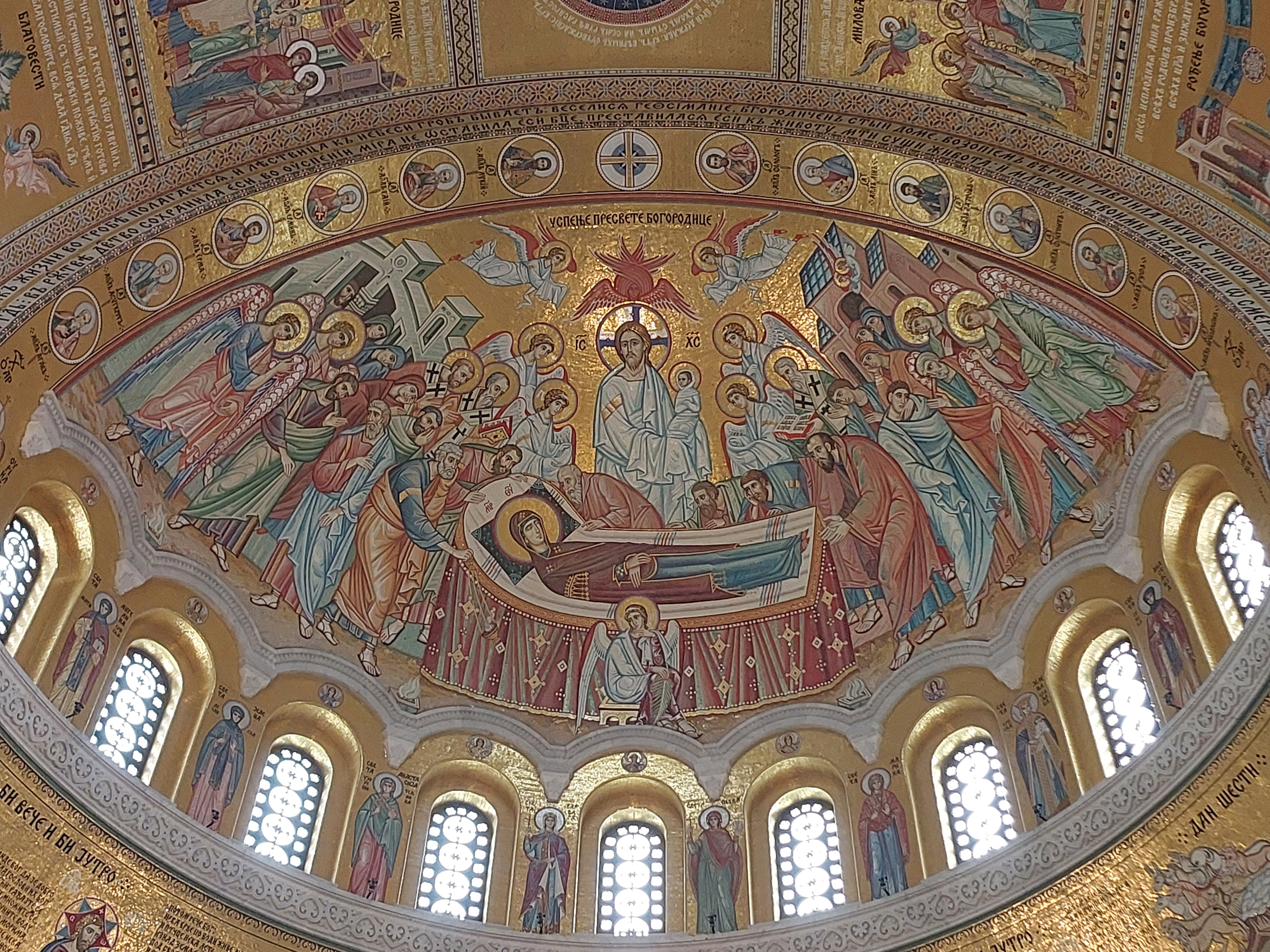
Guds moders avsomnande på en mosaik i Sankt Savas kyrka i Serbien.
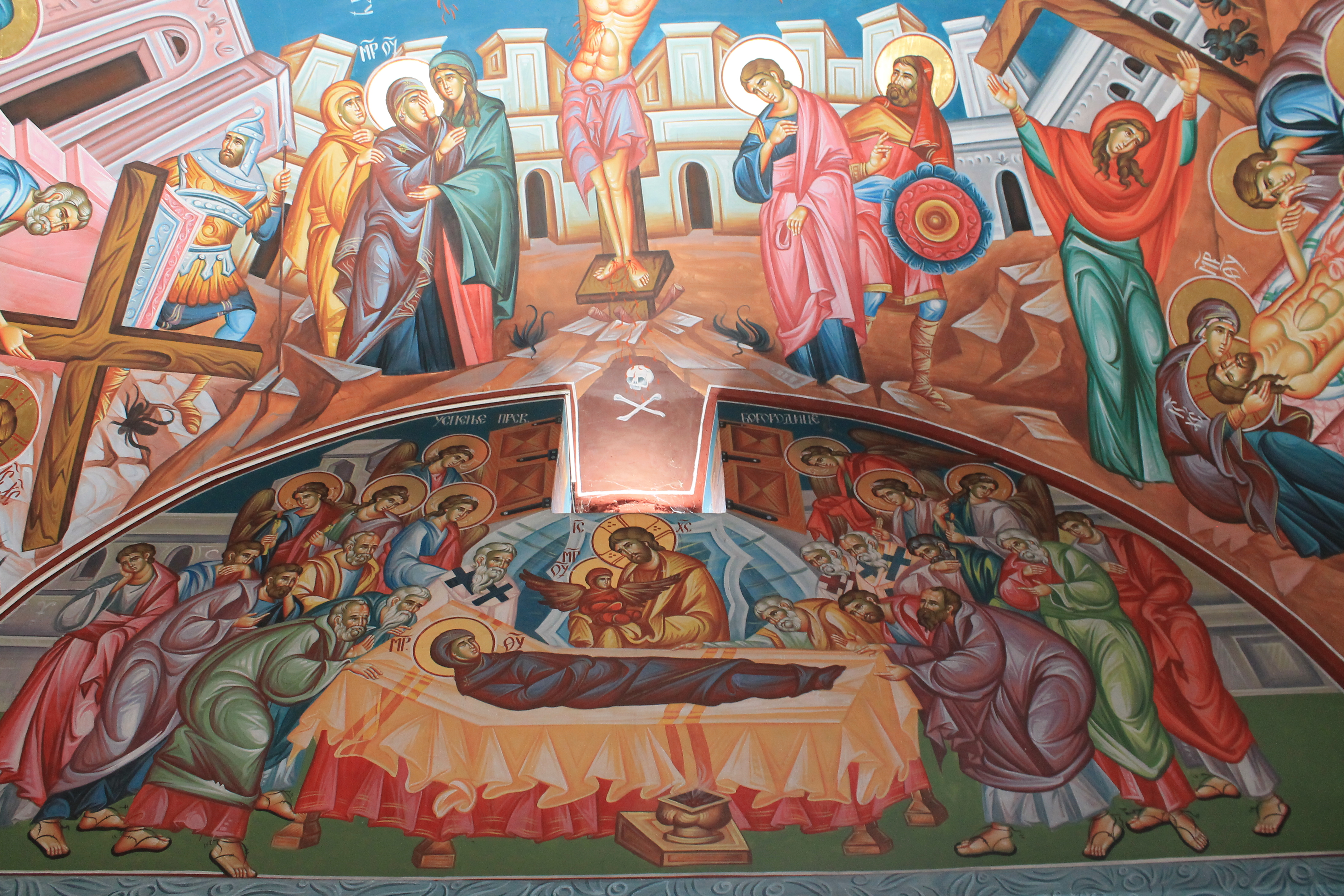
Guds moders avsomnande på en fresk i Staro Hopovoklostret i Serbien.
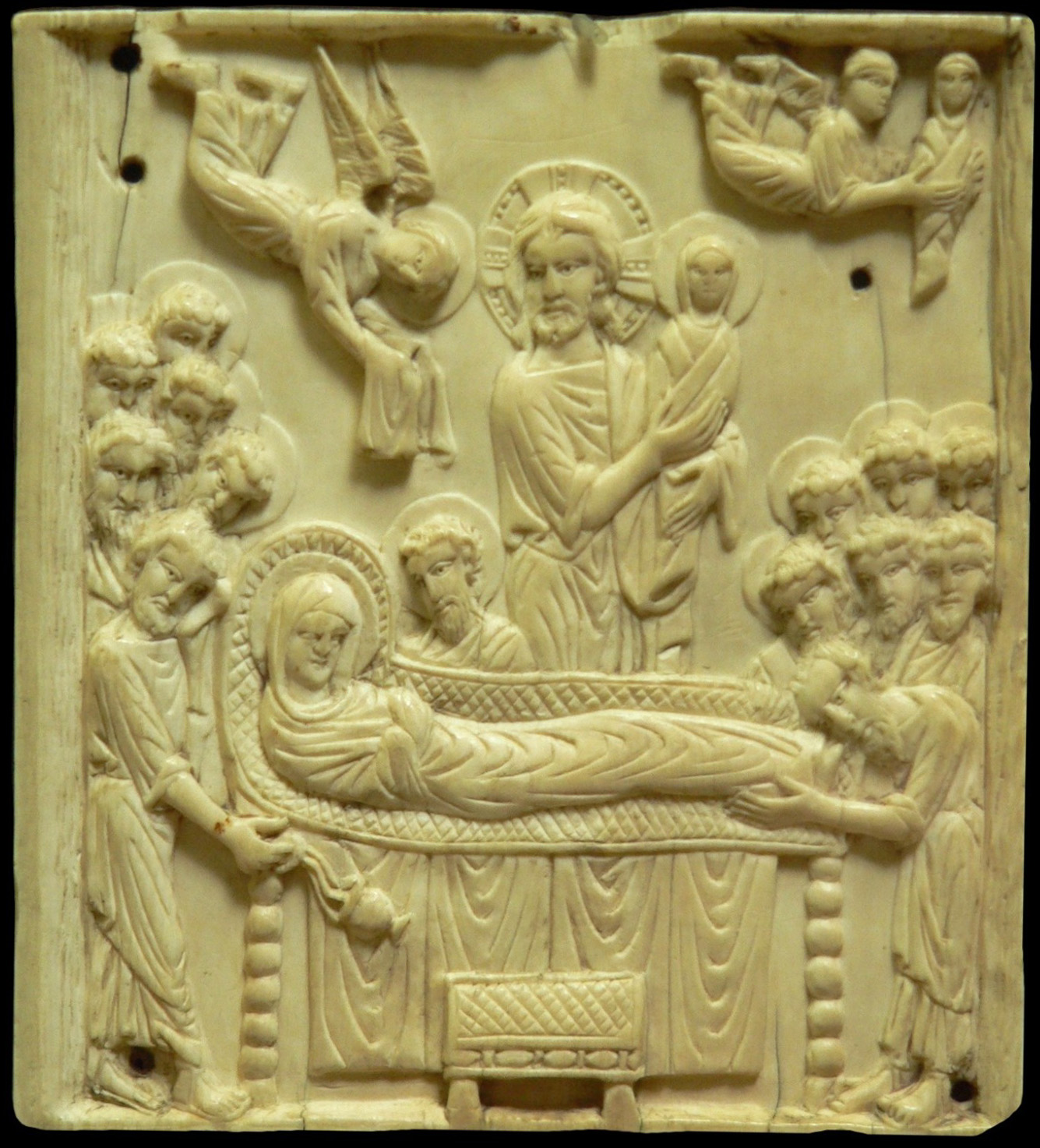
Guds moders avsomnande. Elfenbensrelief.
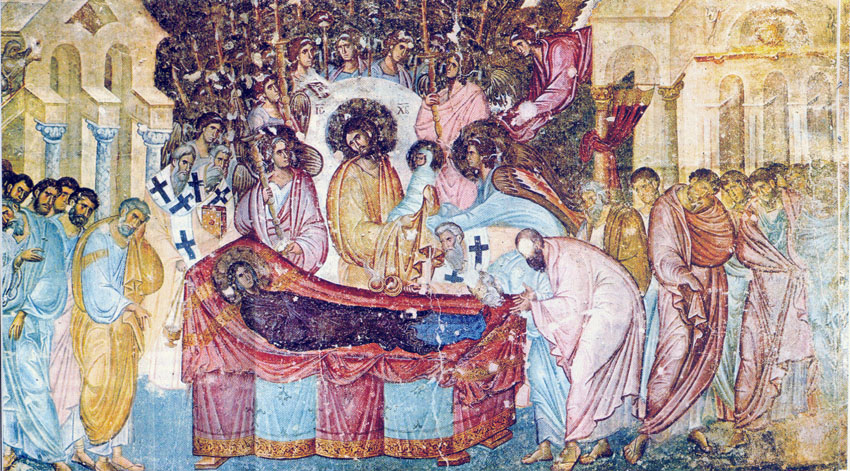
Guds moders avsomnande avbildad på en fresk.